# Rozwory (województwo pomorskie)
Rozwory (niem. Rosenfelde) – wieś w Polsce, położona w województwie pomorskim, w powiecie człuchowskim, w gminie Debrzno.

## Integralne części wsi
| SIMC    | Nazwa       | Rodzaj     |
| ------- | ----------- | ---------- |
| 0743793 | Pędziszewo  | przysiółek |
| 0743801 | Strzeczonka | przysiółek |

## Historia
W lipcu 2012 została odkopana tablica z nazwiskami 15 niemieckich żołnierzy poległych podczas I wojny światowej, będąca fragmentem nieistniejącego pomnika.
W latach 1975–1998 miejscowość położona była w województwie słupskim.